# Parlamentswahlen in Japan 1980
In Japan fanden am 22. Juni 1980 nationale Parlamentswahlen statt. In der ersten Doppelwahl der Geschichte wurden die Wahlen zu beiden Kammern der Kokkai (Nationalversammlung/Nationalparlament) gleichzeitig durchgeführt, nachdem die LDP-internen Rivalitäten im Kakufuku-Krieg zum Erfolg eines von der oppositionellen SPJ beantragten Misstrauensvotums gegen das zweite Kabinett Ōhira und der anschließenden Auflösung des Shūgiin (Abgeordneten-/Repräsentantenhaus) geführt hatten. Die Shūgiin-Neuwahl konnte so terminiert werden, dass sie mit der turnusmäßigen Wahl zum Sangiin (Rätehaus/Senat) zusammenfiel.
Im Wahlkampf starb der von der Tanaka-Faktion gegen die rivalisierende Fukuda-Faktion und ihre Verbündete gestützte LDP-Vorsitzende-Premierminister Ōhira Masayoshi unter Erschöpfung nach einem Herzanfall. Unter öffentlicher Sympathie für Ōhira gewann die LDP beide Wahlen klar; den Oppositionsparteien gelang es nicht, gegen den LDP-Machtkampf ihre Themen zu setzen, nennenswerte Gewinne verzeichnete in der Opposition nur der aus der LDP abgespaltene Neue Liberale Klub nach einem sehr schwachen Ergebnis im Vorjahr:
- Bei der Shūgiin-Wahl 1980 gewann die regierende LDP gegenüber vor der Wahl 26 auf nun 284 Sitze hinzu und gewann somit wieder eine eindeutige absolute Mehrheit, ihr bestes Ergebnis seit dem Lockheed-Skandal.
- Bei der Sangiin-Wahl 1980 gewann die LDP 69 Sitze in der zur Wahl stehenden Hälfte und eroberte auch dort mit nun insgesamt 135 Sitzen wieder eine absolute Mehrheit.

Ohne Herausforderer wurde Suzuki Zenkō aus der Ōhira-, fortan Suzuki-Faktion im Juli 1980 zum Nachfolger Ōhiras an der Spitze der LDP und der nächsten Regierung.